# Pioneer 8
Pioneer 8 war eine Raumsonde der US-amerikanischen Weltraumorganisation NASA im Rahmen des Pioneer-Programms. Sie war die dritte von vier erfolgreichen und einer fehlgeschlagenen Pioneer-Sonden zur Messung der Sonnenaktivität und deren Auswirkung auf den interplanetaren Raum. Sie sollte, wie Pioneer 6 und Pioneer 7 und die geplanten nachfolgenden Sonden, auf einer heliozentrischen Umlaufbahn Messungen vornehmen und unter anderem vor Sonnenstürmen warnen.

## Aufbau

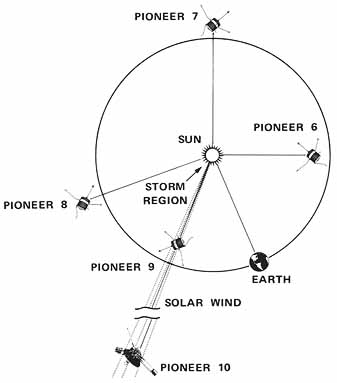
Verteilung der Pioneer-Sonden im Sonnensystem

Pioneer 8 besaß einen zylindrischen Körper mit einer Höhe von 81 Zentimetern und einem Durchmesser von 94 Zentimetern. Neben einer internen Batterie war die Sonde an ihrem Körper mit insgesamt 10.368 Solarzellen beklebt, um die Stromversorgung sicherzustellen. Die Sonde war drallstabilisiert und besaß mehrere mit Stickstoff betriebene Düsen. Zudem sorgten zwei Stangen, die sich nach dem interplanetaren Magnetfeld ausrichteten, für die notwendige Stabilität. Insgesamt befanden sich 10 verschiedene Instrumente an Bord, darunter ein Magnetometer, ein Instrument zum Messen des Sonnenwindes und ein Teleskop zur Messung der kosmischen Hintergrundstrahlung. Im Unterschied zu den Vorgängersonden hatte Pioneer 8 zusätzlich Instrumente zur Messung von Staub und Plasmawellen an Bord.

## Mission
Nach dem Start wurde Pioneer 8 in eine heliozentrische Umlaufbahn zwischen der Erde und dem Mars gebracht. Eine Rotation von 60 Umdrehungen pro Minute um die Längsachse der Sonde sorgte für eine Spinstabilisierung. Die Messergebnisse wurden auf einem Bandlaufwerk zwischengespeichert und dann an die Bodenstation übertragen. Da die Sonde außerhalb der Erdumlaufbahn flog, konnte sie erstmals am 18. Januar 1968 den magnetischen Schweif der Erde untersuchen. Auch Pioneer 8 war, wie ihre Vorgängerinnen, nur auf eine Betriebsdauer von 6 Monaten ausgelegt, lieferte jedoch wesentlich länger Daten.

## Ergebnisse
Die Mission war ein voller Erfolg. Pioneer 8 war für eine Lebensdauer von ca. 6 Monaten ausgelegt, die sie mit einer Lebensdauer von fast 36 Jahren deutlich übertraf. Zudem lieferte sie Daten über Sonnenstürme, die von mehr als 1.000 Institutionen und Firmen genutzt wurden. Im Gegensatz zu Pioneer 6 besteht keine Absicht, die Sonde erneut zu kontaktieren.